# Белинью
Белинью (порт. Belinho) — район (фрегезия) в Португалии, входит в округ Брага. Является составной частью муниципалитета Эшпозенде. По старому административному делению входил в провинцию Минью. Входит в экономико-статистический субрегион Каваду, который входит в Северный регион. Население составляет 2146 человек на 2001 год. Занимает площадь 7,37 км².
Покровителем района считается Апостол Пётр (порт. São Pedro- Ad-Vincula / Fins de Belinho).

## История
Район основан в 1749 году